# Myolie Wu
Myolie Wu Hang-yee (nacida el 6 de noviembre de 1979) es una actriz y cantante de Hong Kong. Su familia es originara de Taishan, Guangdong, China. Firmó un contrato con un canal de televisión de la red TVB en Hong Kong y como cantante con el sello Neway Star. 

## Biografía
En sus días de escuela, Myolie estudió en la secundaria en un Colegio de una iglesia Metodista, en Belfast, Irlanda del Norte. Más adelante, regresó a Hong Kong y estudió en la Universidad de Ciencia y Tecnología, con una especialización en Bioquímica. 
Durante su primer año de la universidad, Myolie participó en el concurso Miss Hong Kong en 1999 y se llevó el segundo lugar. Poco tiempo después, ella firmó un contrato con TVB, para trabajar como actriz a tiempo completo. Lo que permitió retirarse de la escuela.

## Carrera
En sus primeros años, Myolie comenzó a interpretar personajes en series de televisión. Su actuación comenzó a ganar reconocimiento por su extraordinario rendimiento en la serie televisiva de Golden Faith, que encarnaba a la hermana menor de problemas mentales de la cantante Gallen Lo. Su personaje principal fue reconocido por el público, más adelante ella fue galardonada con el Premio de Mejor Artista Femenina, organizado en 2002 en los Premios aniversario TVB. 
Myolie protagonizó después en una serie titulada Survivor's Law en 2003. Ese mismo año, ella también protagonizó en la clásica serie de televisión titulada Triumph in the Skies, junto a Francis Ng y Flora Chan. Ambas series se hicieron populares en Hong Kong.
En 2005 en las series dramáticas difundida por la red TVB, Myolie recibió un nuevo reconocimiento por su actuación en la serie televisiva Wars of In-Laws, donde interpretó a la hija de Liza Wang.
Luego Myolie dio el primer paso en su carrera musical como cantante, en la que interpretó un tema musical para una serie de televisión titulada War and Destiny en 2007
Firmó un contrato con el sello discográfico Neway Star en 2008 y lanzó su primer EP, titulado Evolve. En 2009 lanzó su segundo EP titulado Loveholic Held y después ofreció su primer mini-concierto. La versión en vivo de su canción, Liveholic de su EP Loveholic, fue lanzado a principios de 2010. 
Myolie siguió interpretando temas musicales, para varias series de televisión producidas por la red TVB.

## Vida personal
En 2012, Myolie terminó su relación de 8 años con su exnovio Bosco Wong.

## Filmografía

### Películas
| Año           | Título (Traducción Español)                                               | Título (Inglés, Oficial) | Título (Chino, Oficial) | Personaje (Chino)                                           | Notas           |
| ------------- | ------------------------------------------------------------------------- | ------------------------ | ----------------------- | ----------------------------------------------------------- | --------------- |
| 2001          | Grito de la Voz Asustada                                                  | Scaremonger              | 驚聲尖叫                |                                                             |                 |
| 2010          | La 72 Familias de Inquilinos                                              | 72 Tenants of Prosperity | 72家租客                | como ella misma                                             | Actriz invitada |
| 2011          | Trabajo Heroico del Establecimiento del Partido                           | The Founding of a Party  | 建黨偉業                | Zhang, la siete esposa del Yuan Shikai (張氏, 袁世凱七姨太) | Camafeo         |
| 2011          | El Oro que Mata                                                           | Life Without Principle   | 奪命金                  | Connie                                                      |                 |
| 2011          | Me Encanta HK, Viva la Felicidad                                          | I Love Hong Kong         | 我愛HK開心萬歲          | Mujer Embarazada (孕婦)                                     | Actriz invitada |
| 2014          | Familia Temporal                                                          | Temporary Family         | 失戀急讓                | Jiang Yi (蔣儀)                                             |                 |
| 2017          | La Primavera de Margaret                                                  | Little Lucky             | 瑪格麗特的春天          | Xie Yuanyi (謝婉兒)                                         |                 |
| 2018          | Flores del Amanecer Arrancado al Atardecer, Belleza Incomparable: Shifang |                          | 朝花夕拾 芳華絕代 拾芳  | Amy                                                         |                 |
| En Producción | Forma para Notificar la Muerte: la Persona más Oscura                     | Death Notify             | 死亡通知單：暗黑者      |                                                             |                 |

| Año     | Título                                      | Personaje                     | TVB Anniversary Awards                                  |
| ------- | ------------------------------------------- | ----------------------------- | ------------------------------------------------------- |
| 2001    | Colourful Life                              | Ching Wing-chi                |                                                         |
| 2001    | The Awakening Story                         | Sheung Ping-ping              |                                                         |
| 2001    | At Point Blank                              | Samantha Ching Hiu-kwan       |                                                         |
| 2002    | Legal Entanglement                          | To Bi-bi                      |                                                         |
| 2002    | Eternal Happiness                           | Lau Yin-yuk                   |                                                         |
| 2002    | Golden Faith                                | Elaine Ting Sin-yan           | TVB Anniversary Awards for Most Improved Actress        |
| 2002    | Family Man                                  | Ko Chui-yi                    |                                                         |
| 2003    | Virtues of Harmony II                       | Mandy Yuen Ying               | Episodes 22-25                                          |
| 2003    | Survivor's Law                              | Chung Ching-ling (Ling Ling)  |                                                         |
| 2003    | Triumph in the Skies                        | Zoe So Yi                     |                                                         |
| 2004    | Dream of Colours                            | Michelle Koo Lok-man          |                                                         |
| 2005    | Lost in the Chamber of Love                 | Hung Leung                    |                                                         |
| 2005    | Scavengers' Paradise                        | Cheng Pik-wan                 |                                                         |
| 2005    | The Gateau Affairs                          | Tong Sheung                   |                                                         |
| 2005    | Wars of In-Laws                             | Tin Lik (Eleven)              |                                                         |
| 2005    | When Rules Turn Loose                       | Shum Yat-yin (Yan)            |                                                         |
| 2006    | Net Deception                               | Nancy Kong Kin-yee            |                                                         |
| 2006    | To Grow With Love                           | Tina Ho Mei-tin               |                                                         |
| 2007    | Doomed to Oblivion                          | Hiu Ng-mui                    |                                                         |
| 2007    | War and Destiny                             | Koo Ping-on                   |                                                         |
| 2007    | The Drive of Life                           | Yuki Fong Bing-yi             |                                                         |
| 2008    | Wars of In-Laws II                          | Chow Lai-man                  |                                                         |
| 2008    | The Master of Tai Chi                       | Yin Chi-kwai                  |                                                         |
| 2008    | When a Dog Loves a Cat                      | Chow Chi-yu (Chow Chow)       |                                                         |
| 2009    | Burning Flame III                           | Ko Wai-ying                   |                                                         |
| 2009-10 | A Chip Off the Old Block                    | So Fung-nei                   |                                                         |
| 2010    | In the Eye of the Beholder                  | Chau-heung                    |                                                         |
| 2010    | Schemes of a Beauty                         | Lu Yu                         |                                                         |
| 2010    | Happy Mother-in-law, Pretty Daughter-in-law | Qian Manguan                  |                                                         |
| 2011    | The Rippling Blossom                        | Keung Keung                   |                                                         |
| 2011    | Ghetto Justice                              | Kris Wong Sze-fu              | TVB Anniversary Award for My Favourite Female Character |
| 2011    | Curse of the Royal Harem                    | Empress Consort Hao-sun       | TVB Anniversary Award for Best Actress                  |
| 2012    | Wish and Switch                             | Fan Suk-heung                 |                                                         |
| 2012    | Racecourse                                  | Lu Bihui                      |                                                         |
| 2012    | House of Harmony and Vengeance              | Lei Tsoi-shan                 |                                                         |
| 2012    | Ghetto Justice II                           | Kris Wong Sze-fu              |                                                         |
| 2013    | Season of Love                              | Yiu Tung-nei                  |                                                         |
| 2013    | La Ma Qiao Ba                               | Gu Dandan                     |                                                         |
| 2013    | Triumph in the Skies II                     | Zoe So Yi / Summer Koo Ha-san |                                                         |
| 2013    | A Splendid Family                           | Zhang Hanyan                  |                                                         |
| 2014    | Wine Beauty                                 | Chen Yiman                    |                                                         |
| 2014    | No Reserve                                  | Cheung Kei-sang               | Post-Production                                         |
| 2014    | Lady Sour                                   |                               | Post-Production                                         |
| 2014    | Walking With You                            | Phoebe                        | Post-production                                         |

## Variedad de espectáculos
- 2002 - The Weakest Link (一筆OUT消), hosted by Carol Cheng
- 2002 - Russian Roulette (一觸即發), hosted by Dayo Wong
- 2002 - Super Trio Series (吾係獎門人) Season 6 A Trio Delights, hosted by Eric Tsang, Jerry Lamb, Chin Ka Lok
- 2004 - Super Trio Series (繼續無敵獎門人) Season 7 The Super Trio Continues, hosted by Eric Tsang, Jerry Lamb, Chin Ka Lok
- 2006 - Beautiful Cooking (美女廚房), hosted by Ronald Cheng, Alex Fong, Edmond Leung
- 2006 - King of Games (遊戲天王), hosted by Jerry Lamb, Sam Lee, Nancy Lan Sai, Rocky Cheng, Lanmui Lee
- 2007 - Challenge of the Stars (奧運玩得叻), hosted by Natalis Chan
- 2007 - Is that Right (問題娛樂圈), hosted by Elvina Kong and Jack Wu
- 2007 - Deal or No Deal (Hong Kong) (一擲千金), hosted by Alfred Cheung (Myolie won most money with deal, Charmaine Sheh won most money with no deal)
- 2008 - Strictly Come Dancing (舞動奇跡) Season II
- 2009 - Are You Smarter Than a 5th Grader? (係咪小兒科) hosted by Leo Ku
- 2009 - Beautiful Cooking II (美女廚房), hosted by Ronald Cheng, Alex Fong, Edmond Leung
- 2009 - Mini Fama Mega Fun (農夫小儀嬉), hosted by Fama, Kitty Yuen
- 2018 - The Inn Season 2.
- 2020 - Actor Please Take Your Place S2 - participante

## Vídeos musicales
- "Romantic Century" (浪漫世紀) by Myolie Wu
- "Solo Travel" (單身旅行) by Myolie Wu
- "Fortunately" (幸而) by Myolie Wu
- "The Most Beautiful Seventh Day" (最美麗的第七天) by Kevin Cheng
- "The Most Difficult Day" (最難過今天) by Vincent Wong & Myolie Wu
- "Chocolate and Vanilla" (朱古力與雲呢拿) by Myolie Wu & Bernice Liu
- "Because of Love"' by the cast of Strictly Come Dancing
- "下意識" by Nick Cheung
- "樱花" by Hacken Lee
- "You" by Edison Chen
- "Next Step Special" by Juno Mak

## Discografía

### Sencillos
- "Love Delusion" 戀愛妄想 by Myolie Wu (Neway Star)
- "Bright Day" 光明白 by Myolie Wu (Neway Star)
- "Sympathy Points" 同情分 by Myolie Wu (Neway Star)
- "Soul Mate" 靈魂伴侶 by Myolie Wu (Neway Star)
- "A Clean Break" 一刀了斷 by Julian Cheung & Myolie Wu (Neway Star)
- "Loved Once" 愛過 by Julian Cheung & Myolie Wu (Neway Star)
- "Seeking Love" 尋愛 by Myolie Wu (Neway Star)
- "Romantic Century" 浪漫世紀 by Myolie Wu (Neway Star)
- "Solo Travel" 單身旅行 by Myolie Wu (Neway Star)
- "Time Doesn't Wait For Me" 時間不等我 by Myolie Wu (Neway Star)

### Temas de canciones
- (戀愛星空4+4) Theme Song - "1 plus 1" (一加一) by Myolie Wu (Metro Radio Drama 新城廣播有限公司) (2005)
- Lost in the Chamber of Love (西廂奇緣) Theme Song - "Married Clothes" 嫁衣裳 by Ron Ng & Myolie Wu (2005)
- Scavengers' Paradise (同撈同煲) Theme Song 沙煲兄弟闖情關 by Roger Kwok, Kenneth Ma, Cherie Kong & Myolie Wu (2005)
- Wars of In-Laws (我的野蠻奶奶) Theme Song - "House Rules" 家規 by Liza Wang, Bosco Wong & Myolie Wu (2005)
- To Grow With Love (肥田囍事) Sub-Theme Song - "Miss Pig" 豬小姐 by Myolie Wu (2006)
- To Grow With Love (肥田囍事) Theme Song - "Beautiful Unattractiveness" 醜得漂亮 by Andy Hui & Myolie Wu (album: In the Name of by Andy Hui) (2006)
- War and Destiny (亂世佳人) Theme Song - "Fortunately" 幸而 by Myolie Wu (album: Lady in Red Various Artists) (2006)
- (魔界女王候補生) Theme Song - "Chocolate and Vanilla" 朱古力與雲呢拿 by Bernice Liu & Myolie Wu (album: EEG TVB Kids Songs Selection) (2007)
- When A Dog Loves A Cat (當狗愛上貓) Theme Song - 當狗愛上貓 by Gallen Lo & Myolie Wu (2008)
- Wars of In-Laws II (野蠻奶奶大戰戈師奶) Sub-Theme Song - "The Most Difficult Day" 最難過今天 by Vincent Wong & Myolie Wu (2008)
- Wars of In-Laws II (野蠻奶奶大戰戈師奶) Sub-Theme Song - "Grateful for Meeting You" 感激遇到你 by Bosco Wong & Myolie Wu (2008)
- Burning Flame III (烈火雄心III) Sub-Theme Song - "Intention" 有意 by Kevin Cheng & Myolie Wu (2009)
- A Chip Off the Old Block (巴不得爸爸) Theme Song - 咪話唔就你 by Ron Ng & Myolie Wu (2009)

### Álbumes
- Myolie Wu : Evolve (2008)
- Myolie Wu : Loveholic (December 2009)

## Premios

### 2012
- Top 10 character with impressive style in the world's greatest catwalk 2012 in Hong Kong
- 2012 Astro On Demand Top 15 Favourite TV Character Award
- 2012 StarHub TVB Awards - My Favourite TVB Actress
- 2012 StarHub TVB Awards - My Favourite TVB Female TV Character
- 2012 Asian Idol Awards Ceremony
- 2012 7th Huading Awards - China Best Drama Actress
- 2012 NEXT Magazine TV Artists Awards - Rank #3
- 2012 NEXT Magazine MOISELLE Elegant Fashion Female Artiste Award
- 2012 2nd LETV Entertainment Awards in HK's Best TV Actress
- 2012 RTHK Best Actress Award

### 2011
- 2011 Yahoo! Asia Buzz Awards - Popular Female Artiste Award
- 2011 TVB Anniversary Best Actress Award in a Female Leading role - Curse of the Royal Harem
- 2011 TVB Anniversary My Favourite Female Character Award - Ghetto Justice
- 2011 TVB Anniversary Extraordinary Elegant Female Artistes Award
- 2011 Astro On Demand Top 15 Favourite TV Character Award - Curse of the Royal Harem
- 2011 Astro On Demand My Favourite Leading Actress Award - Curse of the Royal Harem
- 2011 StarHub TVB Awards My Favourite Character - The Rippling Blossom
- 2011 StarHub TVB Awards The Partners with Most Sparks Award: Chilam Cheung, Myolie Wu

### 2009 & 2010
- 2009 Music Pioneer Award - Most Outstanding Movies & Television Singer
- 2009 Music Pioneer List Award - Most Popular Duet Gold Song with Chilam/ Myolie Wu "Once Loved
- 2009 Jade Solid Gold Most Popular Duet (Silver)
- 2009 Metro Radio - Most Popular Duet with Chilam
- 2009 9th Chinese Music Media Award - New Most Powerful Singer Award 2009
- 2009 IFPI Female Newcomer
- 2009 Neway Music Awards
- 2009 Next Magazine TV Artists Awards: 10th
- 2009 Astro Wah Lai Toi Drama Awards: Favourite Bizarre Character - Ho Mei Tin in "To Grow With Love"
- 2009 Astro Wah Lai Toi Drama Awards: Favourite Character - Ho Mei Tin in "To Grow With Love"

### 2008
- 2008 IFPI Awards: Best Selling Local Female Newcomer
- 2008 RTHK Top 10 Gold Song Awards: Newcomer Merit Award
- 2008 Sina Music Awards Most Favorite Female Newcomer Award (Silver)
- 2008 Jade Solid Gold Most Popular Duet (Bronze)
- 2008 Jade Solid Gold Recommended Newcomer Outstanding Award
- 2008 Chik Chak 903 Music Award Female Newcomer (Silver)
- 2008 Metro Hits Award Female Newcomer (新城勁爆新登場女歌手)
- 2008 9+2音樂先鋒榜2008 Female Newcomer Award
- 2008 9+2音樂先鋒榜2008 Best Actor-Singer Award
- 2008 TVB 41st Anniversary: Most Fashionable Artiste Award
- 2008 China Fashion Carnival - Most Fashionable Artiste (2008)
- 2008 Outstanding Charitable Artiste Award
- 2008 Quality Life Award
- 2008 Jessica Code Magazine Most Stylish Cover Award
- 2008 3D-Gold Charismatic Actress Award
- 2008 Next Magazine TV Artists Awards: 4th
- 2008 Astro Wah Lai Toi Drama Awards: Favourite character award - Ping On from " War And Destiny"

### 2007
- 2007 Yahoo Buzz! Award: Most Searched Upcoming Rising Artist
- 2007 Asian Television Awards: Best Comedy Performance by an Actress
- 2007 TVB Children's Songs Award: Top 10 (with Bernice Liu)
- 2007 Next Magazine TV Artists Awards: 3rd

### 2006
- 2006 Metro Showbiz Television Awards: Top 12 Popular TV Series Actor/Actress Award
- 2006 TVB Popularity Awards: Most Popular On-Screen Couple - Bosco Wong and Myolie Wu
- 2006 TVB Popularity Awards: Top 10 Favourite Characters - Myolie Wu for "Tin Lik" in WOIL
- 2006 Next Magazine TV Artists Awards: 7th
- 2006 Annual Artiste Award: Music Newcomer - Silver
- 2006 Annual Artiste Award: TV Actress Award - Bronze

### 2005
- 2005 Astro Wah Lai Toi Drama Awards: Favorite character from "Dream of Colours"
- 2005 Golden TVS Awards from South China: Most Popular Cantonese Speaking Actress
- 2005 Yahoo Buzz! Award: Yahoo most searched TV Actress Award
- 2005 TVB Weekly: Most Popular Female Idol Award
- 2005 Next TV Magazine: Ferti "Style & Chic" Award
- 2005 Smiling Together & Lifting our Spirits Function: Brightest Smile Award
- Astro Wah Lai Toi Drama Awards: My Favourite Leading Actress Award - Tin Lik in "War of In-Laws"
- Astro Wah Lai Toi Drama Awards: Favourite character from "War of In-Laws"
- 2004 Entertainment Weekly: Future Galore Star

### 2003
- 2003 3rd Weekly: Popular Actress Award
- 2003 Next TV Magazine: Best "Personal Style" Smile

### 2002
- 2002 TVB 35th Anniversary: Most Improved Actress Award

### 1999
- 1999 Miss Hong Kong: 2nd runner up & "Most Energetic" Award